# Robert Stadlhofer
Robert Felix Maria Stadlhofer (* 11. November 1917; † 7. November 1998) war ein deutscher Offizier und Brigadegeneral der Bundeswehr.
Stadlhofer war als Brigadegeneral vom 1. April 1971 bis zur Auflösung der Dienststelle 1975 General der Artillerie. Anschließend war er bis 30. September 1977 Abteilungsleiter VI und General der Kampfunterstützungstruppen.
1970 wurde er mit dem Bundesverdienstkreuz 1. Klasse ausgezeichnet.